# Megaceros
Megaceros é um género de plantas não vasculares pertencente à família Dendrocerotaceae, divisão Anthocerotophyta.

## Espécies
- Megaceros alatifrons Steph.
- Megaceros denticulatus
- Megaceros flagellaris (Mitt.) Steph.
- Megaceros gracilis
- Megaceros guatemalensis Steph.
- Megaceros novae-zelandiae Steph.
- Megaceros pallens (Steph.) Steph.
- Megaceros pellucidus (Colenso) E.A. Hodgs.
- Megaceros salakensis D. Campb.
- Megaceros tjibodensis D. Campb.